# Diann Roffe-Steinrotter
Diann Roffe-Steinrotter (* 24. März 1967 in Warsaw, New York) ist eine ehemalige US-amerikanische Skirennläuferin.

## Biografie
Roffe-Steinrotter wurde in Warsaw geboren und wuchs in Williamson in der Nähe von Rochester auf. Mit dem Skisport begann sie im Alter von zwei Jahren. Im Skiweltcup konnte sie zwei Rennen, einen Riesenslalom und einen Super-G, gewinnen. Ihren ersten Höhepunkt in ihrer Karriere als Skirennläuferin hatte sie 1985, als sie überraschend (als Läuferin der damals geltenden 2. Startgruppe, sie hatte Start-Nr. 19) in Santa Caterina – nach Rang 5 im ersten Durchgang – Weltmeisterin im Riesenslalom wurde. Damit war sie mit 17 Jahren, 10 Monaten und 13 Tagen die zweitjüngste Riesenslalom-Weltmeisterin hinter der 1970er-Goldmedaillengewinnerin Betsy Clifford, der mit 16 Jahren und 4 Monaten überhaupt klar jüngsten Alpin-Weltmeisterin der Geschichte (Stand Januar 2018). Im September 1990 gewann sie bei den Panamerikanischen Spielen in Las Leñas die Goldmedaille im Riesenslalom.
Bei den Olympischen Winterspielen 1992 in Albertville gewann sie (ex aequo mit Anita Wachter) die Silbermedaille im Riesenslalom; auf der "Piste du Corbe" in Méribel arbeitete sie sich an jenem 19. Februar 1992 noch um 7 Plätze nach vorne. 1994 krönte sie ihre Laufbahn mit dem Olympiasieg im Super-G in Lillehammer. Ihren Rücktritt gab sie 1994 bekannt.

## Erfolge

### Olympische Spiele
- Calgary 1988: 12. Riesenslalom, 15. Slalom
- Albertville 1992: 2. Riesenslalom
- Lillehammer 1994: 1. Super-G

### Weltmeisterschaften
- Bormio 1985: 1. Riesenslalom
- Vail 1989: 9. Riesenslalom, 14. Super-G
- Morioka 1993: 9. Riesenslalom, 13. Super-G

### Weltcupwertungen
| Saison  | Gesamt | Gesamt | Super-G | Super-G | Riesenslalom | Riesenslalom | Slalom | Slalom |
| Saison  | Platz  | Punkte | Platz   | Punkte  | Platz        | Punkte       | Platz  | Punkte |
| ------- | ------ | ------ | ------- | ------- | ------------ | ------------ | ------ | ------ |
| 1983/84 | 68.    | 8      | –       | –       | 30.          | 8            | –      | –      |
| 1984/85 | 25.    | 57     | –       | –       | 9.           | 57           | 47.    | 1      |
| 1987/88 | 91.    | 2      | –       | –       | 29.          | 2            | –      | –      |
| 1988/89 | 66.    | 6      | –       | –       | 29.          | 3            | 34.    | 3      |
| 1989/90 | 10.    | 130    | 11.     | 29      | 4.           | 82           | 20.    | 19     |
| 1990/91 | 44.    | 29     | 21.     | 11      | 24.          | 8            | 21.    | 10     |
| 1991/92 | 10.    | 607    | 6.      | 221     | 3.           | 372          | 48.    | 14     |
| 1992/93 | 42.    | 160    | 19.     | 60      | 19.          | 75           | 43.    | 25     |
| 1993/94 | 39.    | 191    | 13.     | 141     | 30.          | 50           | –      | –      |

### Weltcupsiege
| Datum         | Ort         | Land | Disziplin    |
| ------------- | ----------- | ---- | ------------ |
| 13. März 1985 | Lake Placid | USA  | Riesenslalom |
| 17. März 1994 | Vail        | USA  | Super-G      |

### Weitere Erfolge
- Panamerikanische Winterspiele 1990: Gold im Riesenslalom